# Cure Salée
O Cure Salée (do francês que significa "Cura do Sal"), ou "Festival dos Nômades", é uma reunião anual dos povos Tuareg e Wodaabe na cidade de In-Gall, no norte do Níger, no continente africano. A cerimônia marca o fim da estação chuvosa e geralmente ocorre nas duas últimas semanas de setembro. O governo do Níger começou a patrocinar o festival na década de 1990, fixando sua data para cada ano (em 2006: 11 de setembro), sua duração (três dias) e trazendo dignitários, artistas e turistas.

## Tradições

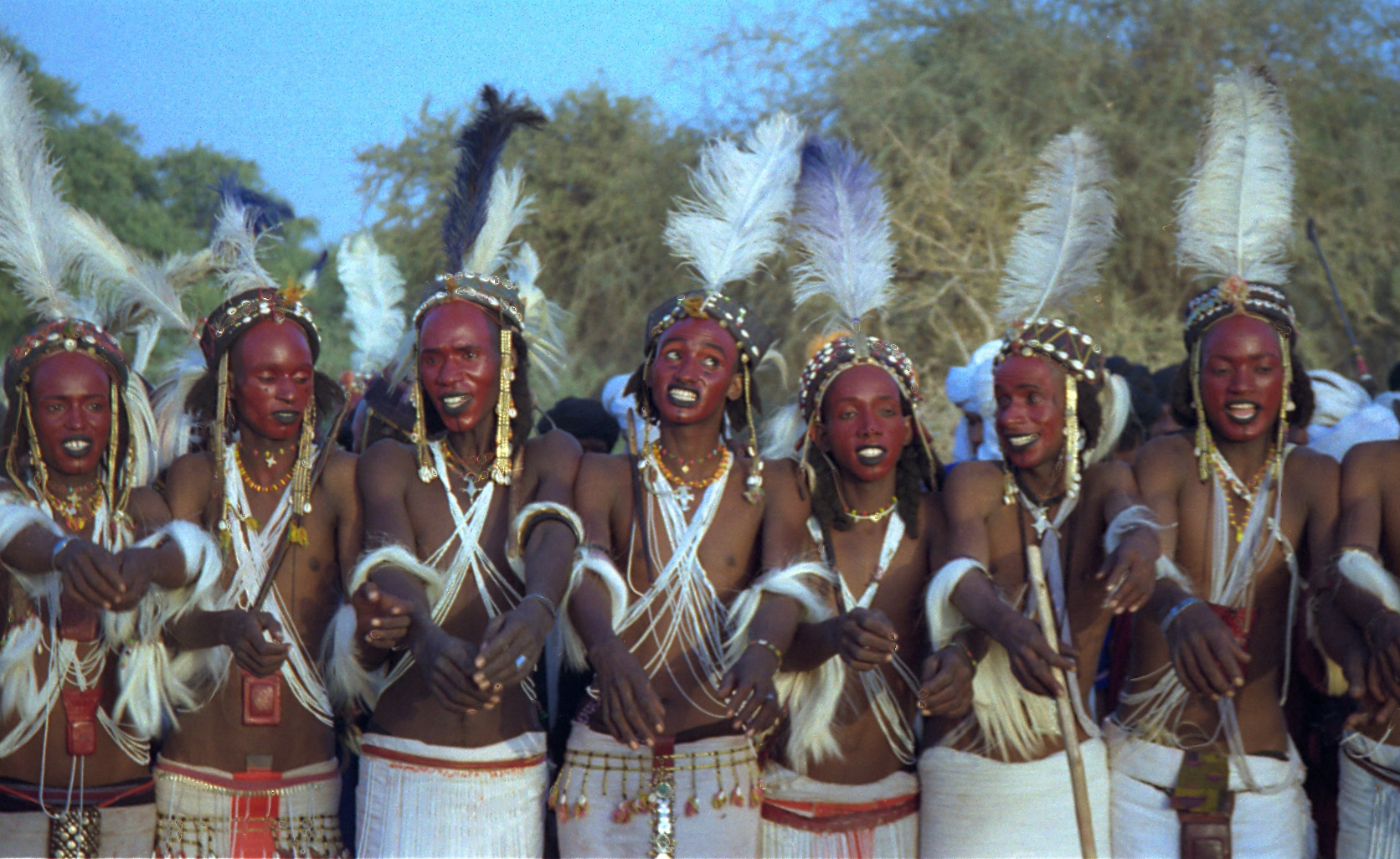
Jovens pretendentes executam a dança Yaake em um festival de Gerewol, no Níger, em 1997

O fim da estação chuvosa é um evento especialmente importante na vida dos pastores do Saara. Os clãs tuaregues se reúnem nas salinas e lagoas perto de In-Gall para refrescar seus rebanhos de gado e cabras e para se preparar para a viagem mais ao sul para que possam sobreviver à estação seca. Acredita-se que o Cure Salée também beneficie a população local, e as curas medicinais são uma parte importante do festival.
No entanto, o Cure Salée é tão importante quanto uma reunião social. Depois de uma temporada em grupos de clãs dispersos, há a chance de compartilhar notícias, negociar e renovar amizades dentro e fora das linhas étnicas.
Para os povos Tuaregues e Wodaabe, o Cure Salée marca a época do namoro e do casamento tradicionais. As imagens mais famosas do festival são a tradição Wodaabe de Gerewol, na qual jovens disputam a atenção de mulheres que procuram maridos. Danças organizadas e testes de habilidade culminam em homens vestindo trajes tradicionais, cocares e maquiagem elaborada.
Entre os povos tuaregues, as mulheres procuram a atenção de homens aptos para o casamento, enquanto homens de todas as idades exibem suas habilidades como cavaleiros, artistas, dançarinos, músicos e artesãos. Um grande desfile de cavaleiros de camelos tuaregues abre o festival, que continua com corridas, canções, danças e contação de histórias. Enquanto o festival oficial é limitado a três dias, as festividades podem durar semanas, enquanto os grupos nômades permanecem na área.

## Mudanças
Enquanto o Cure Salée acontece há várias centenas de anos, a independência do Níger (que estava sob o domínio da França), em 1960, trouxe o envolvimento do governo central de Niamey e a tentativa de formalizá-lo como um festival nacional e atração turística. Durante a última de uma longa linha de insurgências tuaregues (ver: Rebelião tuaregue) contra o governo central, de 1990-1995, In-Gall foi uma fortificação principal das forças armadas do Níger, e nenhum Cure Salee oficial foi organizado. Em setembro de 2000, uma "Queima de Armas" cerimonial "Flamme du Paix" pelos rebeldes e pelas forças do governo em Agadez forçou o primeiro Cure Salée após os acordos de paz finais a ser remarcado às pressas.
Nos últimos anos, o governo do Níger tentou promover o Cure Salée, criando um festival turístico (patrocinado por grandes corporações internacionais como a Coca-Cola) para visitantes ocidentais e usando as tradições multiétnicas do Cure Salée para promover "uma celebração de coesão social no Níger". Este aspecto veio à tona a partir de 2000. O envolvimento oficial também trouxe uma maior ênfase na cultura comum ao resto do Níger: bandas pop elétricas, concursos de beleza e o fim às vezes forçado de outros rituais. Em 2005, tropas armadas do Exército do Níger proibiram uma dança tradicional que imita a automutilação.
O Programa Conjunto das Nações Unidas sobre HIV/AIDS, a UNICEF e o governo do Níger começaram a usar o Cure Salée para fornecer ajuda para conter a infecção pelo HIV, bem como a malária, o verme da Guiné, a desnutrição e incentivar o uso de vacinas para controlar doenças evitáveis. Vacinas e tratamento de gado, muitos com destino ao sul do Níger, mais densamente povoado, também foram exigidos pelo governo. A seca e a fome de 2004-2006 em grande parte do Níger também chamaram a atenção para a ajuda alimentar em Cure Salée.